# St. Michael (Etting (Ingolstadt))

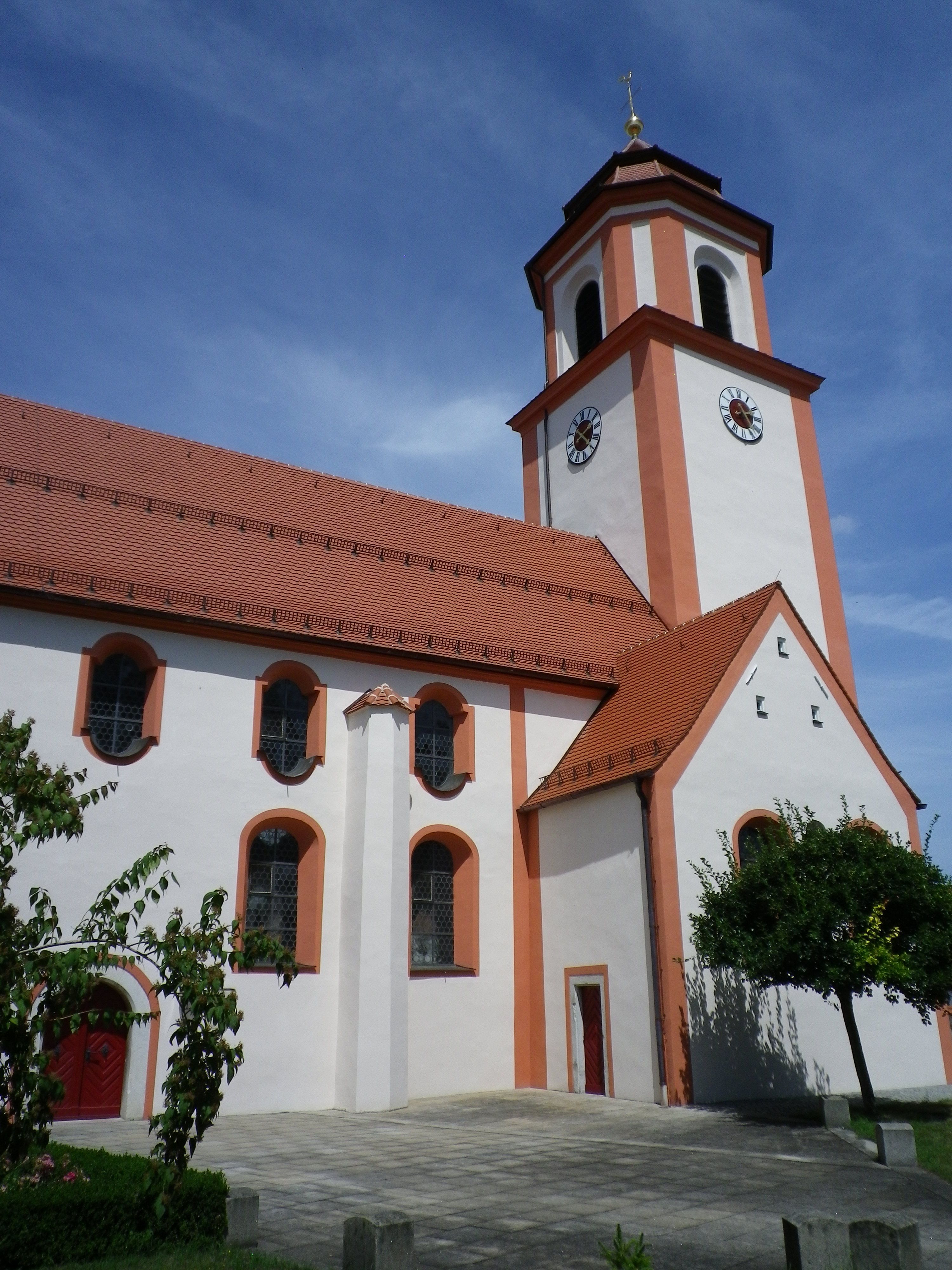
Sankt Michael in Etting

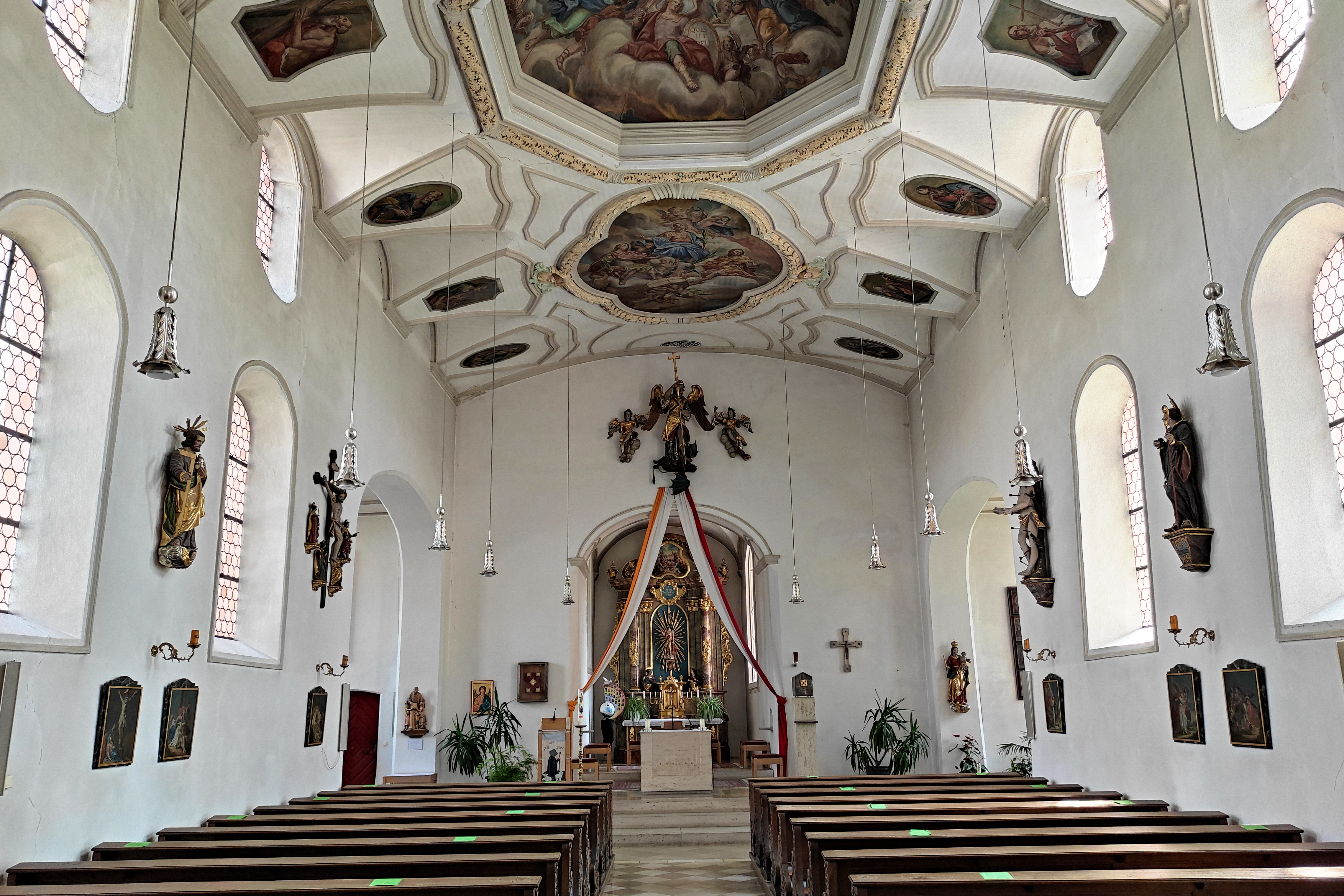
Innenraum

Die römisch-katholische Pfarrkirche Sankt Michael steht in Etting, einem Ortsteil von Ingolstadt in Oberbayern. Das Bauwerk ist in der Liste der Baudenkmäler in Ingolstadt als Baudenkmal unter der Nr. D-1-61-000-534 eingetragen. Die Kirche gehört zum Dekanat Ingolstadt des Bistums Eichstätt.

## Beschreibung
Die Saalkirche wurde 1673 bis 1680 durch den Ingolstädter Stadtbaumeister Albrecht Khriner umgebaut. Sie besteht aus dem nach Westen verlängerten, 1696/97 erhöhten Langhaus und dem Chorturm auf quadratischem Grundriss im Osten, dessen untere Geschosse vom romanischen Vorgängerbau aus dem 12. Jahrhundert stammen. Der Turm wurde 1715 mit einem Geschoss mit abgefasten Ecken aufgestockt, das den Glockenstuhl mit fünf Kirchenglocken enthält, und mit einer Welschen Haube bedeckt. Das 1712 im Westen angebaute Vorzeichen beherbergt eine Kapelle. 
Der Innenraum des Langhauses ist mit einem Stichkappengewölbe überspannt, der des Chors, d. h. des Erdgeschosses des Chorturms, mit einem Kreuzgratgewölbe. Die Fresken im Langhaus werden Melchior Buchner zugeschrieben. Die Orgel wurde 1975 von WRK Orgelbau errichtet.